# Yunnanilus brevis
Yunnanilus brevis е вид лъчеперка от семейство Nemacheilidae. Видът е уязвим и сериозно застрашен от изчезване.

## Разпространение
Разпространен е в Мианмар.